# 이중 배상
《이중 배상》(영어: Double Indemnity)은 1944년 개봉한 미국의 필름 누아르 영화이다. 빌리 와일더가 감독을 맡았으며 프레드 맥머리, 바바라 스탠윅, 에드워드 G. 로빈슨이 주연을 맡았다. 빌리 와일더의 첫 성공작으로 미국 영화 연구소에서 100대 영화에 선정되었다. 아카데미상에서는 7개 후보에 올랐으나 아무것도 수상하지 못하였다.

## 줄거리
1938년 어느 늦은 밤, 보험 판매원 월터 네프는 로스앤젤레스 시내에 있는 자기 사무실로 돌아온다. 그는 어깨에 총을 맞은 채로 친구이자 직장 동료인 보험 조사관 바튼 키즈에게 남기는 자백의 말을 녹음하기 시작한다. 이야기는 대부분이 회상으로 진행된다.
네프는 고객인 디트릭슨에게 자동차 보험을 연장하라고 말하기 위해 그의 집을 찾아가서 매력적인 필리스 디트릭슨 부인을 만나게 된다. 둘은 서로에게 추파를 던진다. 그러다가 필리스가 남편 몰래 남편의 생명보험을 들려면 어떻게 해야 하는지 묻는다. 네프는 그녀가 살인을 꾸미고 있음을 짐작하고는 그 자리를 벗어나려 하지만, 결국에는 디트릭슨을 죽이고 보험금을 두 배로 받을 수 있는 “이중 배상” 조항을 발동시킬 수 있는 계획을 세운다.
필리스는 남편이 대학 동창회에 가는 남편을 기차역까지 차로 바래다 준다. 뒷자석에 숨어 있던 네프가 그의 목을 조른다. 그 뒤 네프는 디트릭슨처럼 꾸미고 기차에 올라 열차의 마지막 칸까지 걸어가서는 담배를 피우러 객차 밖으로 나간다. 그는 미리 정해 둔 지점에서 기차에서 뛰어내려 필리스를 만나고 디트릭슨의 시체를 철로 위로 옮겨놓는다.
보험 회사의 사장 노튼은 디트릭슨의 죽음이 자살이라고 생각하지만 키즈는 전혀 그렇게 생각하지 않는다. 키즈는 필리스가 바람을 피웠다고 생각해서 디트릭슨의 죽음이 그녀의 소행이라고 의심한다. 노튼은 디트릭슨이 생명보험 조항에 관해 알지 못했을 거라 생각하고 보험금 지급을 거부한다. 필리스가 네프의 집 문 뒤에 숨어 있는 동안, 키즈는 필리스가 보험금을 노리고 공범과 함께 디트릭슨을 죽였다는 자신의 추리를 풀어놓지만 그에게는 아직 증거가 없다. 
디트릭슨의 딸 롤라는 양어머니인 필리스가 아버지의 죽음에 책임이 있음을 확신한다고 네프에게 말한다. 필리스가 롤라의 어머니의 간병인이던 때에 롤라의 어머니도 의심스러운 상황에서 사망했던 것이다. 네프는 롤라가 경찰에 가서 의심을 털어놓지 못하도록, 그리고 나중에는 죄책감으로 말미암아 롤라를 필리스로부터 보호하려고 롤라를 만나기 시작한다. 롤라가 부모님의 죽음에 의구심을 가지고 있고, 디트릭슨이 유언장의 내용을 바꿔 필리스에게는 유산을 한 푼도 주지 않고 롤라에게 모두 주도록 했기 때문에. 네프는 필리스가 롤라를 살해하려 들까 두려워한다. 
키즈는 목격자를 데려와 열차에 탄 사람이 디트릭슨보다 훨씬 어려 보였다는 증언을 얻어낸다. 네프는 법정에서 보험금을 다투려 하면 살인이 들통날 수 있다고 필리스에게 경고한다. 그는 노튼과 키즈가 그녀를 의심한다는 사실을 알려준다. 네프는 노튼이 보험금을 지급하도록 자신이 설득해 볼 테니 가만히 있으라고 필리스를 설득하려 시도한다. 롤라는 다혈질인 자기 남자친구 니노가 몰래 필리스와 만나고 있었던 걸 알게 됐다고 네프에게 말한다. 네프는 이 말을 듣고 필리스가 롤라를 살해하기 전에 필리스를 제거할 방법을 떠올린다.
네프는 필리스의 집으로 찾아가 그녀와 니노의 관계에 대해 의심을하며 그녀를 추궁한다. 필리스는 니노에게 죄를 다 뒤집어 씌우고 이용할생각이였다고 말하지만. 그는 필리스가 니노를 시켜 자신을 죽일 계획이라 짐작한다. 네프가 창문을 닫으려고 창가에 간 순간 그녀는 숨겨둔 총으로 네프의 어깨를 쏜다. 네프는 한 발 더 쏴 보라고 도발한다. 필리스는 쏘지 않고, 네프가 총을 빼앗는다. 필리스는 “1분 전에, 당신을 한 번 더 쏠 수 없었던 그때까지만 해도” 네프를 사랑한 적이 없다고 말한다. 필리스가 네프를 껴안자 네프는 “잘 가, 자기.”라 말하고 그녀를 두 번 쏴서 죽인다. 집 밖에서 네프는 니노가 오기를 기다렸다가 집 안으로 들어가지 말고 대신 롤라에게 가라고 설득한다. 네프는 차를 몰고 자기 사무실로 돌아가 녹음기에 대고 말하기 시작한다. 영화의 시작으로 돌아간 것이다. 그가 모르는 사이 키즈가 사무실로 돌아와 그의 자백을 옆에서 듣는다. 네프는 키즈에게 멕시코로 도망갈 거라고 말하지만 힘을 잃고 쓰러진다. 두 사람이 경찰차와 구급차를 기다리는 동안 키즈는 네프의 담배에 불을 붙여 준다.

## 출연
- 프레드 맥머리 - 월터 네프
- 바버라 스탠윅 - 필리스 디트릭슨
- 에드워드 G. 로빈슨 - 바튼 키즈
- 포터 홀 - 잭슨
- 진 헤더 - 롤라 디트릭슨
- 톰 파워스 - 디트릭슨 씨
- 바이런 바 - 니노 자케티

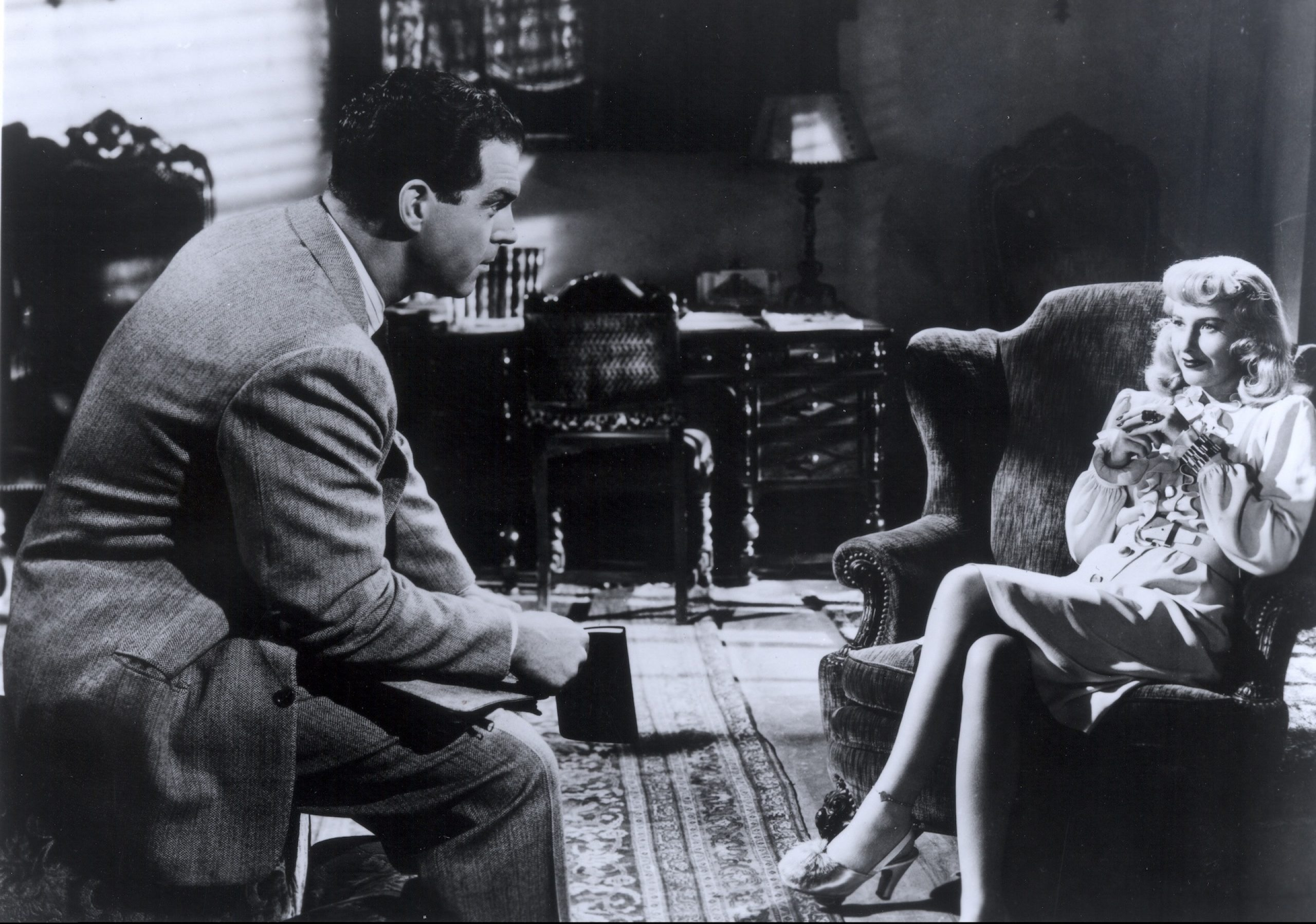
《이중 배상》에 출연한 프레드 맥머리와 바버라 스탠윅

- 리처드 게인스 - 에드워드 S. 노튼 주니어
- 포투니오 보나노바 - 샘 갈로피스
- 존 필리버 - 조 피터스
- 레이먼드 챈들러 - 의자에서 책 읽는 사람 (카메오)

## 수상 목록
| 연도 | 상                | 부문       | 수상자                       | 결과 |
| ---- | ----------------- | ---------- | ---------------------------- | ---- |
| 1945 | 제17회 아카데미상 | 작품상     | 파라마운트 픽처스            | 후보 |
| 1945 | 제17회 아카데미상 | 감독상     | 빌리 와일더                  | 후보 |
| 1945 | 제17회 아카데미상 | 여우주연상 | 바버라 스탠윅                | 후보 |
| 1945 | 제17회 아카데미상 | 각색상     | 빌리 와일더, 레이먼드 챈들러 | 후보 |
| 1945 | 제17회 아카데미상 | 촬영상     | 존 F. 사이츠                 | 후보 |
| 1945 | 제17회 아카데미상 | 음악상     | 로저 미클로시                | 후보 |
| 1945 | 제17회 아카데미상 | 녹음상     | 로런 라이더                  | 후보 |